# Измайлово (Уляновска област)
Измайлово (на руски: Измайлово) е селище от градски тип в Русия, разположено в Баришки район, Уляновска област. Населението му към 1 януари 2018 година е 2105 души.